# 表鉉台
表 鉉台（ピョ・ヒョンテ、1903年 - 1982年3月2日）は、大韓民国の政治家、教育者。制憲国会議員。本貫は新昌表氏。

## 経歴
1903年、大韓帝国慶尚南道居昌郡月川面に生まれた。中東中学校、京城師範学校卒業。卒業後は故郷の居昌郡で醸造業を営んだ。1932年5月、月川公立普通学校設立期成会会長を務めた。1935年5月に月川面面協議員に当選し、同年10月6日に開催された月川面民大会で月川公立普通学校の学級延長期成会委員長に選出された。1938年3月から1939年11月までに月川面長を務めた。
解放後の1946年2月から11月までに再び月川面長を務めながら、朝鮮民族青年団居昌郡団部団長と大韓独立促成国民会居昌支部幹部として活躍した。1948年5月10日、制憲国会議員選挙の居昌郡選挙区に独立促成国民会所属で出馬し当選した。在任中に韓国の防御態勢が完備するまでに米軍の継続駐留を要求する決議案の提出に同意した。1949年5月、国会懲戒資格委員会で反民族行為をした国会議員に対する根拠資料を収集する9人の委員に選定され、全羅南道地域を対象に資料収集活動を展開した。1949年7月6日、居昌郡一帯で活躍していたパルチザンの「野山隊」により月川面の家を襲撃され、父親と甥が殺害された。1949年9月、制憲国会の最初の交渉団体を構成する際に、一民倶楽部所属の国会議員として法制司法委員会で活動した。
1950年の第2代総選挙に立候補したが落選し、その後居昌郡の教育界で活躍した。1954年2月に学校法人居昌大成商業高校（現・居昌中央高校）の初代校長に就任し、1955年に学校の改名により居昌商業高等学校理事長を務めた。
1969年に大韓民国国民勲章無窮花章を受章。1972年10月に53名の制憲同志会会員の1人として十月維新を積極的に支持するという声明書を発表した。
1982年3月2日、老衰により居昌邑の自宅で79歳で死去した。